# Municipio de Willow Branch
El municipio de Willow Branch (en inglés: Willow Branch Township) es un municipio ubicado en el condado de Piatt en el estado estadounidense de Illinois. En el año 2010 tenía una población de 839 habitantes y una densidad poblacional de 4,81 personas por km².

## Geografía
El municipio de Willow Branch se encuentra ubicado en las coordenadas 39°59′8″N 88°40′46″O / 39.98556, -88.67944. Según la Oficina del Censo de los Estados Unidos, el municipio tiene una superficie total de 174.53 km², de la cual 174,37 km² corresponden a tierra firme y (0,09 %) 0,16 km² es agua.

## Demografía
Según el censo de 2010, había 839 personas residiendo en el municipio de Willow Branch. La densidad de población era de 4,81 hab./km². De los 839 habitantes, el municipio de Willow Branch estaba compuesto por el 99,17 % blancos, el 0,48 % eran afroamericanos, el 0,24 % eran de otras razas y el 0,12 % eran de una mezcla de razas. Del total de la población el 0,6 % eran hispanos o latinos de cualquier raza.